# Fraternal Order of Police
Der Fraternal Order of Police (FOP) ist ein Berufsverband US-amerikanischer Polizisten. Mit mehr als 325.000 Mitgliedern in 2.100 lokalen Gruppen ist er der größte US-Berufsverband in diesem Feld. Er betreibt Öffentlichkeitsarbeit, ist als Lobbyorganisation beim US-Kongress tätig und veröffentlicht regelmäßig Informationen für seine Mitglieder wie Rechtshinweise und Verhandlungstipps. Er finanziert Gedenkstätten für im Dienst gestorbene Polizisten und leistet Unterstützungszahlungen für Angehörige derselben. In den letzten Jahren tritt FOP aber auch verstärkt als kollektiv verhandelnde Gewerkschaft auf.

## Geschichte
Am 14. Mai 1915 gründeten die beiden Polizisten Martin Toole und Delbert Nagle aus Pittsburgh den Verband. Der Verband wurde ursprünglich als gemeinsame Interessenverbindung und Sozialkasse gegründet. In seiner Anfangszeit diente der FOP vor allem als Treffpunkt der Polizisten außerhalb der Dienstzeit und funktionierte in vielen Gegenden nicht anders als kleine Privatclubs etwa wie der Lions-Club. Die Grand Lodge, der nationale Dachverband sitzt in Nashville, Tennessee.
Nachdem Polizisten in immer mehr Gegenden die Rechte bekamen, kollektiv Tarifverträge auszuhandeln, veränderte sich die Struktur. An einigen Orten wählten die ansässigen Polizisten den FOP als ihren bevollmächtigen Verhandlungspartner, so dass er dort faktisch die Rolle einer Gewerkschaft einnahm.
Inwieweit der FOP dazu eine geeignete Organisation ist, ist umstritten. Anders als die meisten Gewerkschaften ist er offen für alle Rangstufen, also auch für eben jenes Management, mit dem er verhandeln muss. Zudem verändert sich die soziale Struktur des Orders zu stark und hat nur wenig mit den ursprünglichen Zielen zu tun.
In vielen Gegenden der USA herrscht im Order auch weiterhin eine informelle Segregation, sodass er dort fast nur Weiße als Mitglieder und keine Schwarze in Führungspositionen hat.
2016 sprach sich der FOP für die Wahl von Donald Trump zum US-Präsidenten aus.
Im Juli 2018 geriet der Verband international in die Schlagzeilen, als eine Bezirksgruppe des Verbands forderte, zwei polizeikritische Bücher aus der Leseempfehlungsliste einer High School in South Carolina zu entfernen.
In den Jahren 2020 und 2024 sprach sich der FOP erneut für die Wahl von Donald Trump zum US-Präsidenten aus.